# 消防庁長官
消防庁長官（しょうぼうちょうちょうかん、英語: Commissioner of the Fire and Disaster Management Agency）は、日本の消防庁の長たる官職またはその官職に在任している者をいう。その地位については消防組織法（昭和22年法律第226号。以下法という。）第3条に規定があり、総務省の管理に服し、消防庁の庁務を統括し、所部の職員を任免する。

## 地位
日本の消防行政を統括する総務省の外局である消防庁の代表者ということで、名称に「消防」の名がつくが一般的には消防職位において区分されることはない。消防吏員ではなく総務省（旧自治省）の事務官（いわゆるキャリア官僚）である。
ほとんどの場合は私服（背広）勤務だが、消防吏員の物に準じたデザインの制服・活動服・職名章が制定されており、防災訓練や大規模災害の際などには着用することもあるが、職名章の徽章は消防章とは形が異なっており、桜（消防団）を背景に雪（消防本部）を配したデザインである。
消防庁長官は、必要に応じ、消防に関する事項について都道府県又は市町村に対して助言を与え、勧告し、又は指導を行うことができるが、法36条にあるように、自治体消防は消防庁長官の運営管理又は行政管理に服することはないため、消防吏員や消防団員との直接の指揮命令系統にはない。

## 緊急事態の特別措置
大規模災害やNBC災害においては、都道府県知事又は市町村長に対し、緊急消防援助隊の出動を要請又は指示することができる。

## 歴代の消防庁長官
- 氏名の末尾に※印を付したのは消防庁長官のあと自治事務次官または総務事務次官を務めたことを指す。
- 歴代の数は、国家消防庁長官／国家消防本部長／消防庁長官を通じてのものである。

| 代                                               | 氏 名                | 氏 名                | 前職                                   | 在任期間                                               | 退任後の主要な役職                                                                   |
| 内務省警保局消防課長                             | 内務省警保局消防課長 | 内務省警保局消防課長 | 内務省警保局消防課長                   | 内務省警保局消防課長                                   | 内務省警保局消防課長                                                                 |
| ------------------------------------------------ | -------------------- | -------------------- | -------------------------------------- | ------------------------------------------------------ | ------------------------------------------------------------------------------------ |
| -                                                | 加藤陽三             |                      | 内務省警保局公安第二課長 ※消防課長兼務 | 1947年（昭和22年）1月15日 - 1947年（昭和22年）2月24日  | 防衛事務次官、衆議院議員、防衛政務次官                                               |
| -                                                | 長野実               |                      | 徳島県警察部長                         | 1947年（昭和22年）2月24日 - 1947年（昭和22年）12月31日 | （後掲）                                                                             |
| 総理庁内事局第一局消防課長                       |                      |                      |                                        |                                                        |                                                                                      |
| -                                                | 長野実               |                      | （内務省警保局消防課長）               | 1948年（昭和23年）1月1日 - 1948年（昭和23年）2月9日    | 長野県警察部長、長野県警察長                                                         |
| 国家消防庁設立準備事務局長（総理庁内事局第一局） |                      |                      |                                        |                                                        |                                                                                      |
| -                                                | 新井茂司             |                      | 愛知県警察部長                         | 1948年（昭和23年）2月10日 - 1948年（昭和23年）3月6日   | （後掲）                                                                             |
| 国家消防庁長官（国家公安委員会）                 |                      |                      |                                        |                                                        |                                                                                      |
| 1                                                | 新井茂司             |                      | 国家消防庁設立準備事務局長             | 1948年（昭和23年）3月7日 - 1952年（昭和27年）7月31日   | 日本消防検定協会監事                                                                 |
| 国家消防本部長（国家公安委員会）                 |                      |                      |                                        |                                                        |                                                                                      |
| 2                                                | 瀧野好曉             |                      | 国家消防庁管理局長                     | 1952年（昭和27年）8月1日 - 1955年（昭和30年）6月30日   | 社会保障制度審議会委員、日本住宅公団監事                                             |
| 3                                                | 鈴木琢二             |                      | 全国消防連合会事務局長                 | 1955年（昭和30年）7月1日 - 1960年（昭和35年）6月30日   |                                                                                      |
| 消防庁長官（自治省）                             |                      |                      |                                        |                                                        |                                                                                      |
| 3                                                | 鈴木琢二             |                      | （国家消防本部長）                     | 1960年（昭和35年）7月1日 - 1961年（昭和36年）11月24日  |                                                                                      |
| 4                                                | 藤井貞夫             |                      | 自治省行政局長                         | 1961年（昭和36年）11月24日 - 1963年（昭和38年）9月10日 | 人事院事務総長、人事院総裁                                                           |
| 5                                                | 松村清之             |                      | 自治省選挙局長                         | 1963年（昭和38年）9月10日 - 1966年（昭和41年）7月1日   | 日本消防検定協会理事長                                                               |
| 6                                                | 佐久間彊             |                      | 自治省行政局長                         | 1966年（昭和41年）7月1日 - 1969年（昭和44年）4月15日   | 千葉経済学園理事長                                                                   |
| 7                                                | 松島五郎             |                      | 自治省税務局長                         | 1969年（昭和44年）4月15日 - 1970年（昭和45年）10月16日 | 地方職員共済組合理事長                                                               |
| 8                                                | 降矢敬義             | ※                    | 自治省税務局長                         | 1970年（昭和45年）10月16日 - 1972年（昭和47年）6月20日 | 参議院議員、参議院文教委員長、商工委員長                                             |
| 9                                                | 宮澤弘               | ※                    | 自治省行政局長                         | 1972年（昭和47年）6月20日 - 1973年（昭和48年）8月1日   | 広島県知事、参議院議員、参議院商工委員長、法務大臣                                   |
| 10                                               | 鎌田要人             | ※                    | 自治省財政局長                         | 1973年（昭和48年）8月1日 - 1973年（昭和48年）11月16日  | 鹿児島県知事、参議院議員、参議院内閣委員長、決算委員長                               |
| 11                                               | 佐々木喜久治         |                      | 自治省税務局長                         | 1973年（昭和48年）11月16日 - 1976年（昭和51年）1月6日  | 秋田県知事                                                                           |
| 12                                               | 松浦功               | ※                    | 自治省財政局長                         | 1976年（昭和51年）1月6日 - 1976年（昭和51年）6月11日   | 参議院議員、参議院地方行政委員長、文教委員長、法務大臣                               |
| 13                                               | 林忠雄               | ※                    | 自治省行政局長                         | 1976年（昭和51年）6月11日 - 1978年（昭和53年）9月1日   | 自治医科大学理事長                                                                   |
| 14                                               | 近藤隆之             | ※                    | 自治省行政局長                         | 1978年（昭和53年）9月1日 - 1981年（昭和56年）5月16日   | 公営企業金融公庫総裁                                                                 |
| 15                                               | 石見隆三             |                      | 自治大臣官房長                         | 1981年（昭和56年）5月16日 - 1982年（昭和57年）7月9日   | 全国知事会事務総長、 地方公務員共済組合連合会理事長                                  |
| 16                                               | 砂子田隆             |                      | 自治省行政局長                         | 1982年（昭和57年）7月9日 - 1984年（昭和59年）7月16日   | 全国知事会事務総長、 地方公務員共済組合連合会理事長                                  |
| 17                                               | 関根則之             |                      | 自治省税務局長                         | 1984年（昭和59年）7月16日 - 1987年（昭和62年）9月21日  | 参議院議員、参議院建設委員長、国土・環境委員長                                       |
| 18                                               | 矢野浩一郎           |                      | 自治省財政局長                         | 1987年（昭和62年）9月21日 - 1989年（平成元年）6月30日  | 市町村職員中央研修所学長、 （財）救急振興財団理事長                                  |
| 19                                               | 木村仁               |                      | 自治省行政局長                         | 1989年（平成元年）6月30日 - 1991年（平成3年）10月15日  | 参議院議員、参議院総務委員長、外務副大臣                                             |
| 20                                               | 浅野大三郎           |                      | 自治省行政局長                         | 1991年（平成3年）10月15日 - 1993年（平成5年）7月1日    | 地方職員共済組合理事長                                                               |
| 21                                               | 紀内隆宏             |                      | 自治省行政局長                         | 1993年（平成5年）7月1日 - 1995年（平成7年）1月17日     | 全国知事会事務総長、 （財）全国市町村振興協会理事長                                  |
| 22                                               | 滝実                 |                      | 自治省税務局長                         | 1995年（平成7年）1月17日 - 1995年（平成7年）6月18日    | 衆議院議員、衆議院法務委員長、法務副大臣、法務大臣                                   |
| 23                                               | 秋本敏文             |                      | 自治大臣官房長                         | 1995年（平成7年）6月18日 - 1996年（平成8年）9月7日     | 全国市長会事務総長、（財）日本消防協会理事長                                         |
| 24                                               | 佐野徹治             |                      | 自治省税務局長                         | 1996年（平成08年）9月7日 - 1998年（平成10年）1月6日    | 本州四国連絡橋公団副総裁、 （財）救急振興財団理事長                                  |
| 25                                               | 谷合靖夫             |                      | 自治大臣官房長                         | 1998年（平成10年）1月6日 - 1999年（平成11年）8月14日   | （財）自治体衛星通信機構理事長、 全国町村会事務総長、 （財）全国市町村振興協会理事長 |
| 26                                               | 鈴木正明             |                      | 自治省行政局長                         | 1999年（平成11年）8月14日 - 2001年（平成13年）1月5日   | 全国市長会事務総長、 市町村職員中央研修所学長                                        |
| 消防庁長官（総務省）                             |                      |                      |                                        |                                                        |                                                                                      |
| 27                                               | 中川浩明             |                      | 自治省行政局長                         | 2001年（平成13年）1月6日 - 2002年（平成14年）1月8日    | 全国知事会事務総長                                                                   |
| 28                                               | 石井隆一             |                      | 総務省自治税務局長                     | 2002年（平成14年）1月8日 - 2004年（平成16年）1月6日    | 富山県知事                                                                           |
| 29                                               | 林省吾               | ※                    | 総務省自治財政局長                     | 2004年（平成16年）1月6日 - 2005年（平成17年）8月15日   | 財団法人地域創造理事長                                                               |
| 30                                               | 板倉敏和             |                      | 総務省自治税務局長                     | 2005年（平成17年）8月15日 - 2006年（平成18年）7月21日  | 長野県副知事                                                                         |
| 31                                               | 高部正男             |                      | 総務省自治行政局長                     | 2006年（平成18年）7月21日 - 2007年（平成19年）7月6日   | 地方職員共済組合理事長                                                               |
| 32                                               | 荒木慶司             |                      | 総務省大臣官房長                       | 2007年（平成19年）7月6日 - 2008年（平成20年）7月4日    | （財）自治体衛星通信機構理事長                                                       |
| 33                                               | 岡本保               | ※                    | 総務省自治行政局長                     | 2008年（平成20年）7月4日 - 2009年（平成21年）7月14日   | 総務審議官                                                                           |
| 34                                               | 河野栄               |                      | 総務省自治税務局長                     | 2009年（平成21年）7月14日 - 2010年（平成22年）7月27日  | 地方職員共済組合理事長                                                               |
| 35                                               | 久保信保             |                      | 総務省自治財政局長                     | 2010年（平成22年）7月27日 - 2012年（平成24年）9月11日  | （財）自治体衛星通信機構理事長                                                       |
| 36                                               | 岡崎浩巳             | ※                    | 総務省自治税務局長                     | 2012年（平成24年）9月11日 - 2013年（平成25年）6月28日  | 野村総合研究所顧問、 セガサミーホールディングス顧問                                  |
| 37                                               | 大石利雄             | ※                    | 総務審議官                             | 2013年（平成25年）6月28日 - 2014年（平成26年）7月22日  | （財）地方財務協会理事長                                                             |
| 38                                               | 坂本森男             |                      | 自治大学校長                           | 2014年（平成26年）7月22日 - 2015年（平成27年）7月31日  | 東京海上日動火災保険顧問                                                             |
| 39                                               | 佐々木敦朗           |                      | 総務省自治行政局長                     | 2015年（平成27年）7月31日 - 2016年（平成28年）6月30日  | 明治安田生命保険相互会社顧問                                                         |
| 40                                               | 青木信之             |                      | 総務省自治行政局長                     | 2016年（平成28年）6月30日 - 2017年（平成29年）7月25日  | 三菱UFJ信託銀行株式会社顧問                                                          |
| 41                                               | 稲山博司             |                      | 総務省大臣官房総括審議官               | 2017年（平成29年）7月25日 - 2018年（平成30年）8月1日   | 官房副長官補付内閣審議官兼まち・ひと・しごと創生本部事務局地方創生総括官             |
| 42                                               | 黒田武一郎           | ※                    | 総務省自治財政局長                     | 2018年（平成30年) 8月1日 - 2019年（令和元年）7月5日    | 総務審議官（自治行政）、総務事務次官                                                 |
| 43                                               | 林﨑理               |                      | 総務省自治財政局長                     | 2019年（令和元年）7月5日 - 2020年（令和2年）7月20日    | 内閣官房まち・ひと・しごと創生本部地方創生総括官                                     |
| 44                                               | 横田真二             |                      | 総務省大臣官房長                       | 2020年（令和2年）7月20日 - 2021年（令和3年）7月1日     | 全国町村会事務総長                                                                   |
| 45                                               | 内藤尚志             | ※                    | 総務省自治財政局長                     | 2021年（令和3年）7月1日 - 2022年（令和4年）6月28日     | 総務審議官、総務事務次官                                                             |
| 46                                               | 前田一浩             |                      | 総務省自治財政局長                     | 2022年（令和4年）6月28日 - 2023年（令和5年）7月7日     | 辞職                                                                                 |
| 47                                               | 原邦彰               | ※                    | 総務省自治財政局長                     | 2023年（令和5年）7月7日 - 2024年（令和6年）7月5日      | 総務審議官                                                                           |
| 48                                               | 池田達雄             |                      | 総務省自治税務局長                     | 2024年（令和6年）7月5日 - 2025年（令和7年）7月1日      |                                                                                      |
| 49                                               | 大沢博               |                      | 総務省自治財政局長                     | 2025年（令和7年）7月1日 - 現職                         |                                                                                      |

## 消防庁長官表彰（消防庁長官賞・消防庁長官感謝状を含む）
消防庁長官は、総務省消防庁を代表し、同庁消防表彰規程に基づき消防行政ないし防災において功労ある消防吏員、消防団員、消防庁職員、消防学校教育者、その他市民に対して表彰を行っている。警察庁や海上保安庁など他省庁に比べて多くの表彰・記章を授与している。
消防庁長官表彰は、消防における表彰としては、位階や勲章・褒章等の栄典に次ぐ栄誉ある表彰であり、多くの場合、表彰記章と章記が伴う。消防庁長官表彰は定例表彰と随時表彰がある。
- 定例表彰
  - 消防庁長官表彰功労章
  - 消防庁長官表彰永年勤続功労章

- 随時表彰
  - 消防庁長官表彰特別功労章
  - 消防庁長官表彰顕功章
  - 消防庁長官表彰功績章
  - 消防庁長官表彰国際協力功労章

- その他
  - 永年勤続した消防団員には退職消防団員報償が授与され、勤続25年以上の第1号銀杯、勤続15年以上の第2号銀杯定められている。該当団員は退職後に勤続年数に相当する銀杯及び消防庁長官名の賞状を授与される。
  - 消防吏員や消防団員を対象に毎年開催されている、消防操法大会や意見発表会の優勝者や出場者、出場チームを対象に消防庁長官賞等が授与されている。消防操法大会の優勝チームには優勝旗と消防隊旗・消防団旗に佩用する竿頭綬を授与している。
  - 殉職した消防吏員・団員に対しては顕彰状を授与している。
  - 市民や部外協力者には消防庁長官感謝状が贈呈されている。